# Padul
Padul est une commune de la comarque de Valle de Lecrín, située dans la partie centre-sud de la province de Grenade, dans la communauté autonome d'Andalousie en Espagne.

## Géographie
Padul compte au 1er janvier 2009, 8440 habitants et sa superficie est de 89 km². Elle est située à 13 km au sud de la ville de Grenade. Son altitude est de 744 mètres.
La commune est limitrophe au nord de Alhendín, Villa de Otura et Dílar; à l'est par Durcal et Villamena; au sud par Albuñuelas et à l'ouest par Jayena.

### Environnement naturel
La lagune de Padul : une des plus importantes zones humides en Espagne, a récemment inclus la convention de Ramsar. Il a la plus grande tourbière dans le bassin méditerranéen et la présence d'une variété d'espèces considérées comme vulnérables.  Dans cette zone humide, des traces d'animaux préhistoriques, comme le mammouth, ont été trouvées. Une des défenses est conservée en très bon état et est exposée dans le Parc des Sciences de Grenade.

## Histoire
L'origine du nom Padul remonte à l'époque romaine, dérivé du mot latin palus-paludis et plus concrètement de son cas accusatif paludem, qui signifie marais ou étang  faisant clairement référence à la lagune de Padul. 
Faute d'écrits suffisant, nous ne pouvons suivre l'évolution du nom durant de nombreux siècles, ni l'apparition de l'article qui précède le nom de la ville. Concernant ce dernier point, il y a deux possibilités: soit il provient directement du mot latin Ille qui ont conduit à l'article défini  dans les langues romanes, soit pour être fixé plus tard donné que l'article source à l'arabe. Indépendamment de cette polémique, au cours du Nazaréen, Ibn al-Khatib et contient le mot Al-Badules (en arabe), avec «B» car il n'y a pas «P» en arabe, bien qu'il aurait probablement désigner le son " P ".
Le nom Padul, comme nous savons qu'il apparaît d'abord dans les écrits recueillis en castillan dans le S. XVI. Dans ces écrits comprennent les archives de l'église paroissiale et le Livre, 1571 Apeo1 secourus par le père de M. Ferrer. Dans ce dernier, apparaît à deux endroits le nom complet (ce qui était Maures voisins ... à partir de ce lieu ... La Padul, page 126), que l'article fusionné avec la préposition "de" (... que mesurée à partir du Source de cet endroit jusqu'à ce que la vigne ... Padul, page 125).
Déjà au XXe siècle, avec la généralisation des panneaux routiers, les panneaux de signalisation ont proliféré avec le nom de Padul sans l'article, ce qui a induit en erreur une partie de la population générant une importante controverse sur le vrai nom de la municipalité. À la fin du vingtième siècle, un mouvement culturel composé de nombreux écrivains et professeurs d'histoire suggère que la Ville reprenne la dénomination officielle complète. La délibération a eu lieu, au conseil municipal, au complet, tenu le 18 décembre 2000, et fut approuvé à l'unanimité par tous les membres du conseil présents, représentant les quatre forces politiques de la législature.